# Açores
Les Açores (en portugués Os Açores) formen un arxipèlag d'illes portugueses al bell mig de l'oceà Atlàntic a uns 1.500 km de Lisboa i a uns 3.900 km de la costa est d'Amèrica del Nord.

## Geografia
És un conjunt de nou illes que s'estenen en direcció nord-oest sud-est al llarg de més de 600 quilòmetres i conformen una àrea econòmica exclusiva d'1,1 milions de quilòmetres quadrats. El seu punt més occidental es troba a 3.380 km d'Amèrica del Nord. Totes tenen origen volcànic. La muntanya de Pico, a l'illa homònima, és, amb els seus 2.351 m, la més alta de Portugal.
Les nou illes es divideixen en tres grups:
- L'oriental, amb São Miguel, Santa Maria i els illots de les Formigas.
- El central, amb Terceira, Graciosa, São Jorge, Pico i Faial.
- L'occidental, amb Flores i Corvo.

L'arxipèlag forma una de les dues regions autònomes de Portugal, la Regió Autònoma de les Açores, de resultes de la insularitat. Tenen 2.355 km² i una població de 238.767 habitants (2002). La capital de les Açores és la ciutat de Ponta Delgada, a l'illa de São Miguel, la més gran i més poblada de l'arxipèlag. Les altres dues capitals són Angra do Heroísmo, a Terceira, i Horta, a Faial. També hi destaquen les ciutats de Praia da Vitória, a Terceira, i Ribeira Grande, a São Miguel. Els aeroports principals són: Ponta Delgada (PDL), Terceira (TER), Horta (HOR) i Santa Maria (SMA).

## Etimologia
L'origen del nom de l'arxipèlag no es coneix amb exactitud. Tradicionalment, s'afirma que deriva de l'astor (açor en portuguès), perquè se suposa que era un ocell que hi era habitual al moment del descobriment. De fet, però, mai n'hi va haver a les illes. Alguns historiadors pensen que el corònim té el seu origen en el mot arcaic portuguès azures (atzurs, és a dir, blaves) a causa del color blau de les illes vistes de lluny. La majoria, però, insisteix que el nom deriva dels ocells, si bé no dels astors sinó d'una subespècie local de l'aligot (Buteo buteo), que seria l'animal que els primers exploradors van identificar erròniament amb aquells.

## Regió Autònoma de les Açores
La Regió Autònoma de les Açores (en portuguès Região Autónoma dos Açores) és un territori de Portugal amb autonomia política i administrativa i, alhora, una regió ultraperifèrica de la Unió Europea que geogràficament correspon a l'arxipèlag de les Açores.
Les illes no tenen existència jurídica pròpia dins l'ordenament territorial de l'arxipèlag, excepte a la llei electoral regional, en la qual serveixen de base per a les circumscripcions electorals. Aquest fet ha provocat diverses crítiques, ja que promou la sobrerepresentació de les illes menys poblades dins l'Assemblea Regional i trenca la proporcionalitat.

### Municipis

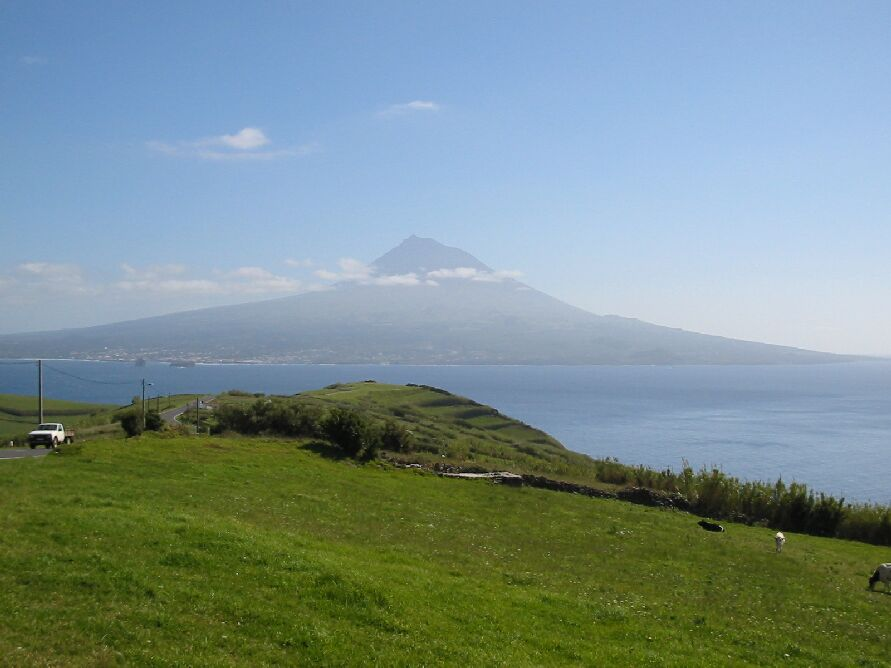
El Pico, a l'illa de Pico, vist des d'Espalamaca, a l'illa de Faial.

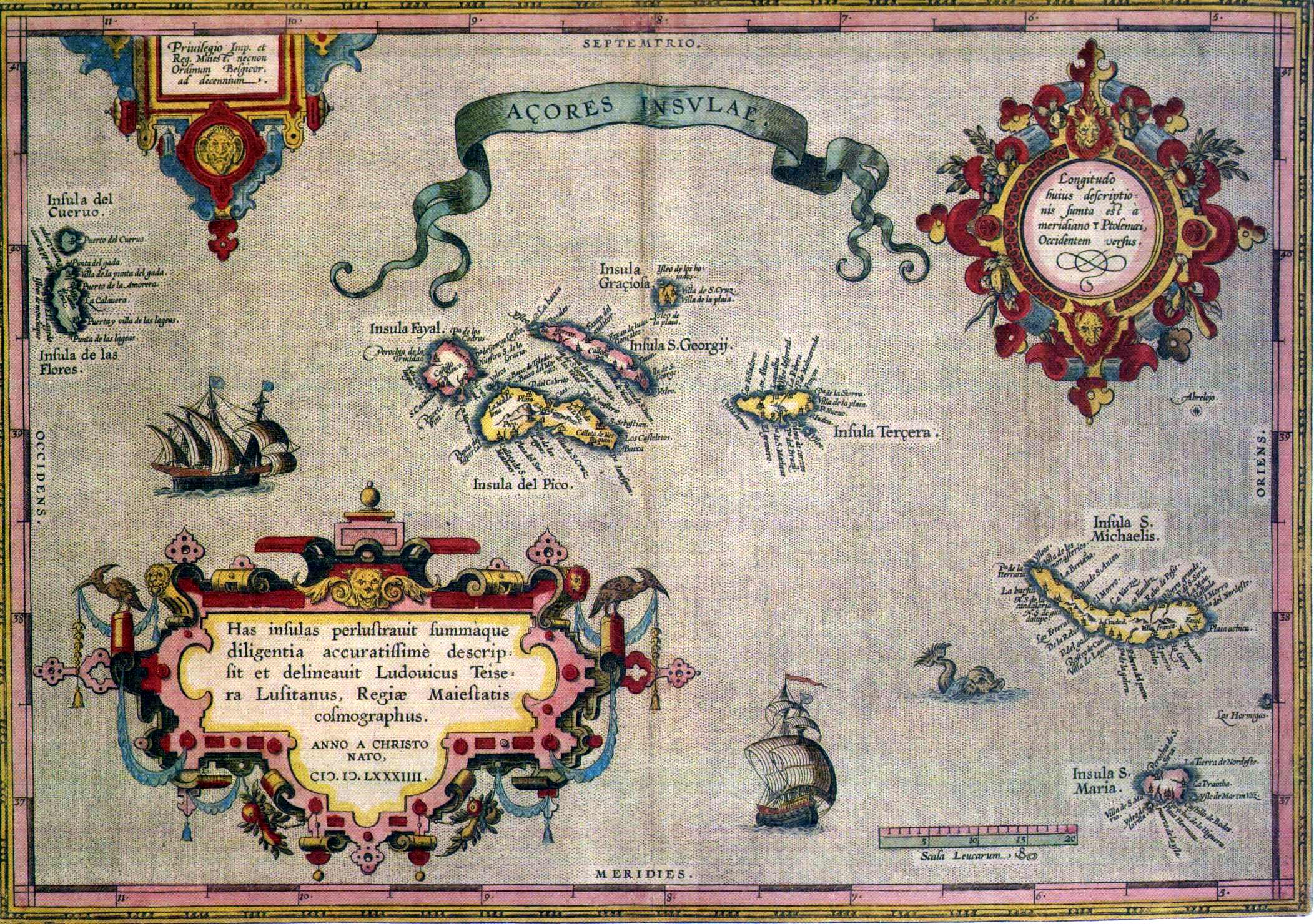
Mapa dels Açores de Luís Teixeira (vers 1584).

L'arxipèlag es divideix administrativament en 19 municipis:
- Angra do Heroísmo, ciutat, capital i seu de diòcesi
- Calheta
- Corvo
- Horta, ciutat i sotscapital
- Lagoa, ciutat
- Lajes das Flores
- Lajes do Pico
- Madalena
- Nordeste
- Ponta Delgada, ciutat i capital administrativa
- Povoação
- Praia da Vitória, ciutat
- Ribeira Grande, ciutat
- Santa Cruz da Graciosa
- Santa Cruz das Flores
- São Roque do Pico
- Velas
- Vila do Porto
- Vila Franca do Campo

## Història

### Orígens i descobriment
Les illes ja eren conegudes pels cartaginesos, com ho demostra la trobada de monedes púniques, i més tard per àrabs i normands. Tanmateix, a diferència de les Canàries, no foren habitades fins a l'arribada dels portuguesos.
El 1351 apareixen per primera vegada, ja amb el nom d'Açores, en una carta portolana florentina. El 1427 el capità portugues Diogo de Silves va descobrir l'arxipèlag i en 1432 Gonçalo Velho Cabral començà la colonització de les illes, deshabitades fins llavors, amb portuguesos procedents de les regions de l'Algarve i l'Alentejo. En segles posteriors arribaren colons procedents d'altres països europeus.
Però fins a 1431 Gonçalo Velho Cabral no va arribar a les illes Formigas, de les quals va prendre possessió en nom del rei de Portugal. El 1432 els portuguesos es van instal·lar també a Santa Maria i el 1444 a São Miguel, any en què es data la primera erupció important del Sete Cidades.
El 1449 Guilherme de Silveira va prendre possessió de les illes de Terceira, Faial, Corvo i Flores, i cap al 1450 Vázquez Annes va descobrir l'illa de São Jorge. Terceira va ser poblada per Jacome de Bruges (Josué van der Bergue), comerciant flamenc que va rebre la donació d'Enric el Navegant. També s'hi va establir un altre destacat flamenc, Jobst van Heurter, senyor de Moerkerke. Per això van ser conegudes durant algun temps com a Ilhas Flamingas. Cap a 1453 hi arribaren nombrosos colons flamencs, però els portuguesos es van apoderar de l'illa de Terceira, amb la qual cosa van aconseguir dominar tot l'arxipèlag. Alhora, Alfons V va infeudar Faial a Isabel, mare de Carles el Temerari.
Les Açores van esdevenir aviat una important base atlàntica, fet que va afavorir-ne el creixement. El 1493 Cristòfol Colom hi va fer escala tornant del seu primer viatge. El 1498 es va fundar la vila d'Utra, que més tard s'anomenarà Horta. Cap a 1500 les illes van rebre un contingent de moriscs hispànics. El 1509, Joan III va cedir Faial a Jorge d'Utra i als seus descendents, que el 1692 van ser nomenats marquesos i ducs de Palmela. Paral·lelament, el 1534 es va fundar la vila d'Angra do Heroísmo. Les erupcions volcàniques, com la que el 1563 van patir Lagoa do Fogo, no van interrompre aquest creixement.

### Disputes hispanoportugueses
El 1580, amb la disputa successòria que va acabar amb el reconeixement de Felip II com a rei de Portugal, el governador de Terceira, Cipriano de Figueiredo, es va declarar a favor d'Antoni, prior de Crato, que es refugià a l'arxipèlag, mentre el bisbe d'Angra es posava de part dels Habsburg hispànics. Les corts de Tomar van reconèixer Felip II, que envià a les illes Ambrósio de Aguiar i Jorge de Covos com a governador i regidor, respectivament. El juliol del 1581 hi envià la flota de Pedro Valdés, que desembarcà a Angra amb 400 homes, però fou rebutjat i es retirà. Del 16 al 22 de juliol Filippo Strozzi, condottiero al servei del prior de Crato, atacà infructuosament São Miguel.
El 1582 el prior de Crato fou derrotat definitivament a São Miguel i tot l'arxipèlag passà a mans de Felip II. Durant la dominació espanyola es mantingué la pau i la tranquil·litat al territori, únicament interrompuda per l'erupció del Lagoa Seca (São Miguel) el 1630. Durant la guerra d'independència de Portugal, el 25 de març del 1641 Joan IV fou proclamat rei a Terceira i tot l'arxipèlag s'adherí a la seva causa. Per aquest motiu, el 1642 les Açores obtingueren per primera vegada el vot a les corts per Angra do Heroísmo.

### Els seglesxviiiixix
El 1708, en plena Guerra de Successió Espanyola, el corsari bretó René DuGuay-Trouin, al servei de França, va desembarcar a São Jorge i devastà la vila de Velas. Durant el segle xviii, el ministre portuguès Pombal va intentar de refer el comerç colonial basant-se en les Açores, ruta estratègica cap a Amèrica. Endemés, durant el segle xviii la metròpoli colonitzà Brasil amb açoresos mitjançant el sistema de casais (famílies), que passarien de 950 el 1749 a 4.000 el 1753. Per aquest motiu, quan es va independitzar l'Imperi del Brasil, hi foren incorporades del 1824 al 1832. Tanmateix, el 1828 António José de Sousa, comte de Vilaflor (1790-1860) va desembarcar a Terceira, i el 8 de juliol formà un exèrcit de 12.000 homes que derrotà l'usurpador Dom Miguel a Asseicedeira i a Pico do Celeiro. El 1833 desembarcaria a Porto i es posaria de part del rei legítim, Pere I, raó per la qual serà nomenat duc de Terceira.
El 1832 Ponta Delgada serà nomenada capital de l'arxipèlag en detriment d'Angra do Heroísmo; des d'aleshores enviarà vuit diputats a Lisboa, 4 per Ponta Delgada, dos per Angra i dos per Horta. El 1835 es fundaria el primer diari de les illes, O Açoriano Oriental. Pel que fa a la cultura, el gran poeta portuguès Antero de Quental (1842-1891), nascut a Ponta Delgada i estudiant a la Universitat de Coimbra, va compondre el 1865 Bom senso e bom gosto i Odas modernas, mentre que el 1862 Arruda Furtado va escriure l'estudi antropològic Materiaes para o estudo antropologico dos povos açorianos.
Cap al 1890, algunes personalitats de Ponta Delgada es pronunciaren a favor de la descentralització regional de Portugal, entesa com a part de la necessària Regeneraçâo posterior a la crisi de l'Ultimàtum del 1890 i com a reacció autònoma davant la crisi política del règim monàrquic portuguès. Per això, es constituí una Comissió promotora de l'autonomia. El moviment era liderat per membres de l'oligarquia terratinent local, comerciants i industrials afectats per la crisi dels sectors bàsics de l'economia açoresa de final del segle xix (l'alcohol i els conreus per a exportació), i alguns professionals liberals, inclosos polítics progressistes locals. Llur programa era una barreja de postulats liberals (autonomia individual, de municipis i de regions de l'Estat central) i plantejaments conservadors, ja que s'apostava pels notables locals per governar les illes a través del reforçament de les Juntas Gerais de districte.

### La lluita per l'autonomia
A les eleccions a la Cambra de Diputats del 1894 es presentaren candidats autonomistes. Tot i no comptar amb el suport de republicans i regeneradors, obtingueren un 51,1% dels vots a São Miguel, mentre que a la resta de les illes no s'arribà a organitzar com a moviment. Per això, l'estatuto administrativo especial, d'abast molt limitat, fou concedit pel govern de Lisboa a l'illa de São Miguel el març del 1895 i aplicat només al districte de Ponta Delgada. Fins al 1898 no s'estendria als d'Angra do Heroísmo i Horta, D'aquesta manera, el moviment autonomista va perdre força intensitat en començar el segle xx.
La gran figura literària i política d'aquest final de segle i començaments del segle xx a Açores fou Teófilo Braga (1843-1924) de Ponta Delgada, autor dels poemes Folhas verdes (1860), Visão dos tempos (1864) i Tempestades sonoras (1864) i dels assaigs História dos Quinhentistas (1871) i O povo português, nos seus costumes, crenças e tradições (1886). El 1907 va prologar l'estudi Iberisme d'Ignasi Ribera i Rovira, i fou cap del Partit Republicà i president de la República Portuguesa els anys 1910 i 1915.
Nogensmenys, tornaria a sorgir el 1919, en la conjuntura de deslegitimització de l'estat republicà portuguès, sotmès a fortes pressions de la dreta autoritària, i en un context de reestructuració de l'economia açoresa després de la crisi de l'exportació del plàtan i d'altres productes després de la Primera Guerra Mundial. La insatisfacció per l'incompliment de les promeses de descentralització fetes pel govern republicà n'actuà com a detonant. Els impulsors eren fonamentalment grans propietaris i industrials de tendència monàrquica o liberal-conservadora que contemplaven amb preocupació l'evolució política al continent, i trobaren en la reivindicació autonomista una via d'oposició al règim republicà. Però també s'hi afegiren republicans insulars decebuts pel retardament de Lisboa en la concessió de l'autonomia.
El centre del moviment tornà a ser São Miguel, i en ell s'uniren dirigents monàrquics locals, progressistes, antics regeneradors i clergues. El 1921 fou candidat a diputat autonomista A. Hintze Ribeiro, antic conspirador contra la república i regenerador monàrquic, a qui s'uniria més tard el conservador F. Da Câmara. Al cap de poc, es creà el Partido Regionalista dos Açores (PRA), en la comissió executiva del qual formaven part monàrquics i grans propietaris rurals, i va intentar infructuosament coordinar esforços amb notables locals de Madeira per tal d'obtenir de Lisboa un estatut d'autonomia administrativa per a ambdós arxipèlags, similar als dels territoris colonials. Tanmateix, no aconseguí d'estendre una estructura organitzada per tot l'arxipèlag, i es continuà dimensionant a l'illa de São Miguel, i en menor mesura, al districte d'Horta, on un notable local havia transformat la delegació local del Partido Republicano Nacionalista (PRN) en Partido Regionalista, però no aconseguí la victòria de la seva candidatura a les eleccions del 1925. Pel que fa a les altres illes, com Terceira, el missatge predominant era l'aprofundiment de l'autonomia municipal.
El cop d'estat salazarista del 28 de juny del 1926 va obtenir el vistiplau dels autonomistes açoresos. Fins i tot, alguns dels dirigents del PRA esdevingueren caps locals de la União Nacional (UN), partit únic salazarista. D'altres romangueren en l'anonimat, i les protestes pel centralisme salazarista foren circumstancials i episòdiques. Entre 1943 i 1945, les illes foren base aliada contra els nazis; com ho serien el 1951 pels Estats Units i el 1967 durant la Guerra dels Sis Dies.

### El postsalazarisme i l'autogovern
Amb el final de la dictadura salazarista ressorgiria l'autonomisme, en un nou context d'inestabilitat i incertesa política a Portugal després de la Revolució dels Clavells del 1974. Ja des dels anys seixanta l'oposició al règim salazista hi havia guanyat cert suport social. Ho mostraren les eleccions del 1969, on els opositors guanyaren el 22,2% dels vots a Ponta Delgada, malgrat les restrictives condicions en què podien fer campanya els candidats no oficials. En la base del descontentament contra el règim estava el sentiment social compartit d'aïllament i abandó per part del govern de Lisboa, així com les noves tensions i expectatives socials creades pels plans de desenvolupament industrial, que només havien beneficiat molt secundàriament les illes. El programa de la llista d'oposició, anomenat Programa de Ponta Delgada, incloïa de fet l'elecció per sufragi directe de les Juntas Gerais insulars, així com aprofitar la descentralització administrativa i les inversions a les illes.
El juny de 1974 s'iniciaria l'anomenat tercer autonomisme, poc després que el nou govern decidís dissoldre les administracions, quan va aparèixer públicament el Movimento para a Autodeterminação do Povo Açoriano (MAPA), partidari de l'autodeterminació de les illes i promogut per sectors nostàlgics del salazarisme, que desplegà una campanya internacional que va obtenir suport de l'emigració açoresa als EUA.
El 1975 es formaria el Frente de Libertação dos Açores (FLA) dirigit per José de Almeida i Manuel Bento, com a reacció a l'arribada al poder de l'esquerra a Portugal. Durant l'any el temor de les elits agràries als propòsits reformadors del govern de Lisboa els dugué a promoure una intensa campanya anticomunista amb suport popular. Afirmaren que si Portugal es perdia per a Occident, calia independitzar l'arxipèlag amb l'hipotètic patrocini dels EUA. El 10 d'octubre del 1975, el FLA va enviar un informe a l'ONU on afirmava que els illencs no participarien en cap sistema de govern que no fos democràtic. Adoptaren com a bandera l'antiga bandera monàrquica portuguesa (Blanca i blava de l'Esperit Sant) amb un milhafre (milà), símbol de les illes, i nou estels grocs (un per a cada illa), i s'armen en unitats locals anomenades Patriotas Açorianos nas Guarnições (PAG).
La forta pressió social i política obligaria al govern portuguès a concedir un estatut d'autonomia més ample del que inicialment s'havia projectat, a partir dels diferents projectes autonòmics elaborats pels partits açoresos, principalment el Partido Popular Democrático (PPD), fundat per João Bosco Soares Mota Amaral, i de comissions mixtes que van incloure personalitats de totes les tendències polítiques.
Finalment, els decrets llei d'agost del 1975 i de febrer del 1976 instituïren un ample règim autonòmic per a tots els arxipèlags atlàntics, inclosos com a regions autònomes al títol VIII de la part III de la Constitució Portuguesa. Els poders regionals tindran competència legislativa, financera i executiva, comptarà amb una Assemblea de 50 membres escollida per sufragi universal, amb un govern i un ministre-delegat portuguès, i l'estat es comprometrà a garantir la solidaritat econòmica i financera del territori portuguès, tot compensant les desigualtats regionals.
El 1977, el FLA edità el diari separatista O Milhafre ('El milà') i manté contactes amb el FLAMA maderès i el MPAIAC canari. Però el 1980 el govern portuguès els amplià l'estatut d'autonomia, i a les eleccions autonòmique venceria el Partit Socialdemòcrata (PSD) amb el 60% dels vots, i el seu cap João Bosco Soares Mota Amaral (1943) n'esdevé president. Per altra banda, a finals d'any un terratrèmol sacsejà les illes de São Jorge i Terceira. I el 1991 la UNESCO concediria a Angra do Heroísmo rangle de Patrimoni de la Humanitat.
El 1983, el govern portuguès signà un nou acord amb l'OTAN i amb els EUA per a l'ús de les bases militars navals de Lajes (Terceira) i Santa Maria, vàlid fins al 1990. Per altra banda, el règim autonòmic, les inversions estatals a les illes, juntament al desenvolupament de l'Administració, han desactivat a llarg termini el potencial de protesta autonomista, que només sobreviu a nivells relativament minoritaris. Tot i així, el 1994 el Partido Autonomista dos Açores (PAA) aconseguí enviar un eurodiputat al Parlament Europeu, mentre que només reivindica la independència el grup radical Movimento Nacionalista Açoriano-Frente de Libertação dos Açores (MNA-FLA).
El 14 d'octubre del 1996 es convocaren noves eleccions autonòmiques a les illes, per la retirada del veterà president Mota Amaral. Del 25 d'octubre del 1995 fins al 9 de novembre del 1996 fou president interí Alberto Romão Madruga da Costa. El resultat electoral suposaria un canvi en el partit governant, aquest cop presidit per Carlos Manuel Martins do Vale César (1956) del PSP.

## Personatges
- Vitorino Nemésio
- Natália Correia
- Francisco de Lacerda